# Ribera del Andarax

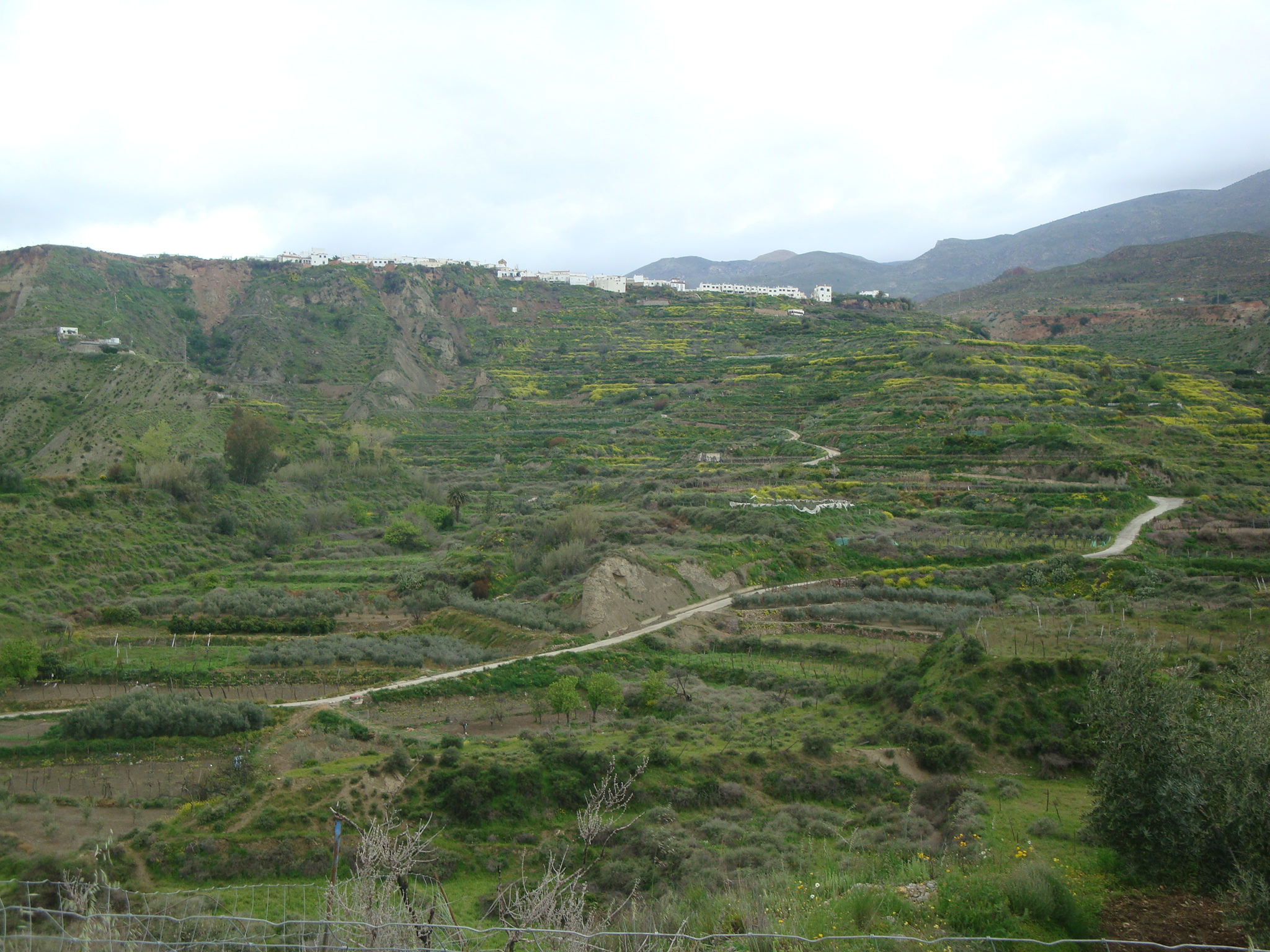
Landschaft bei Padules mit verschieden genutzten Kleinparzellen

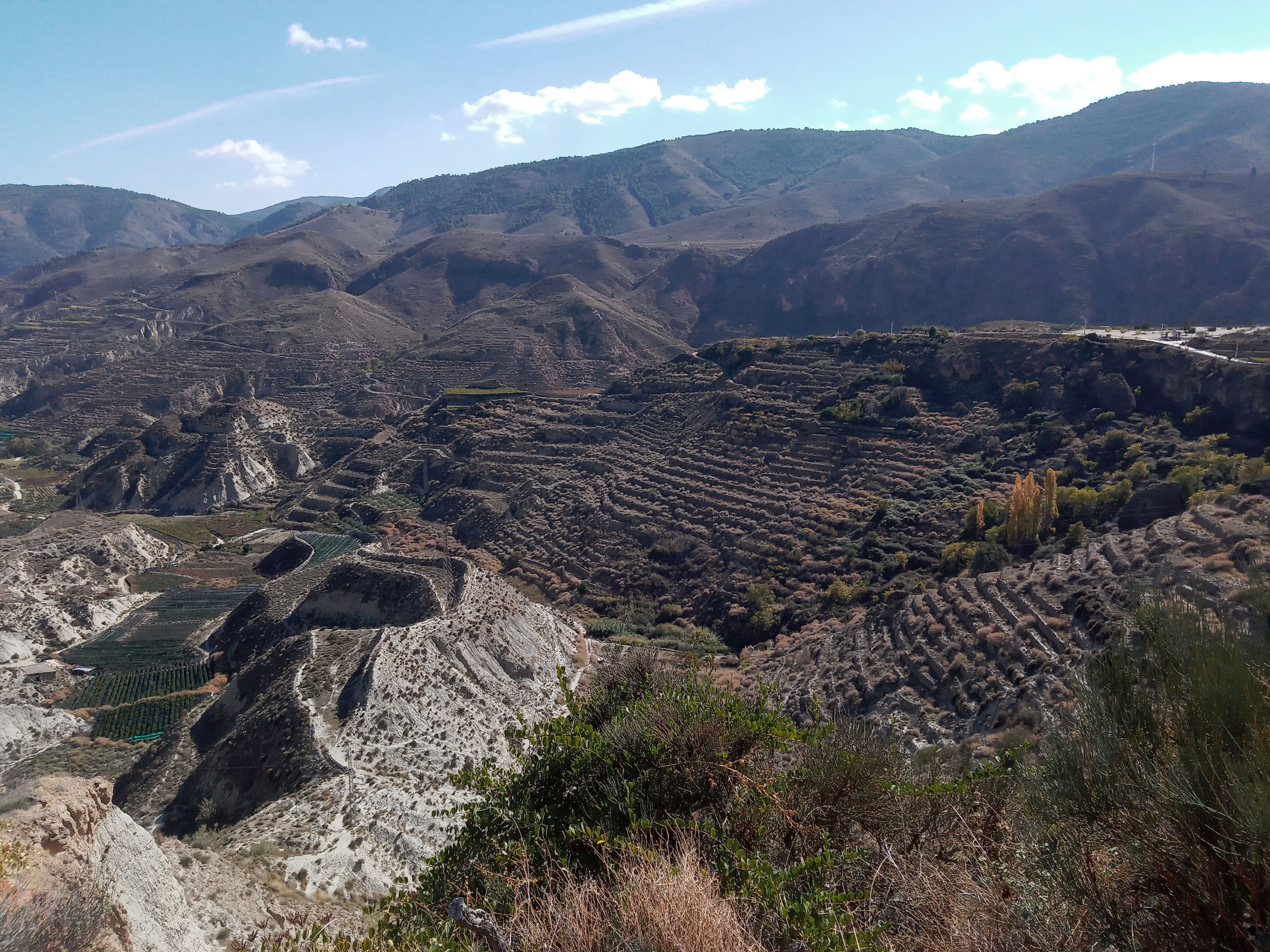
Weinbau in Terrassen hat wie hier bei Padules eine lange Tradition, überwiegend wurden aber Tafeltrauben produziert.

Ribera del Andarax ist ein kleines Weinbaugebiet im in der andalusischen Provinz Almería. Es wird im Osten von der Wüste von Tabernas und im Westen von der Sierra Nevada eingerahmt beziehungsweise liegt südlich davon. Entsprechend seines Namens erstreckt es sich so entlang der Flusses Río Andarax, aber auch am Río Nacimiento. Es handelt sich um einen der trockensten Orte Europas.

## Herkunftsbezeichnung

### Regulierung
Das Weinbaugebiet hat wie viele kleinere spanische Weinbaugebiete den Status eines Gebiets für Vino de la Tierra (kurz VdlT; spanisch für Landwein), was in etwa der deutschen Kategorie Landwein entspricht. Im europäischen System entspricht das einer geschützten geografischen Angabe (kurz g.g.A.; spanisch Indicación Geográfica Protegida, kurz IGP). Diese im Vergleich zu den großen Weinbaugebieten niedrigere Einstufung ist vor allem auf die geringen Produktionsmengen zurückzuführen und darauf, dass die Herkunftsbezeichnung erst seit 2004 existiert. Dennoch werden aber im spanischen Vergleich eher höherpreisige Weine produziert.

### Geographische Anforderungen
Damit ein Wein die Bezeichnung VdlT Ribera del Andarax tragen kann, muss er in den Gemeinden Padules, Almócita, Beires, Canjáyar, Ohanes, Enix, Felix, Alhama de Almería, Alicún, Huécija, Íllar, Rágol, Instinción, Terque, Bentarique, Alhabia, Alsodux, Santa Cruz de Marchena, Alboloduy, Gérgal oder Nacimiento angebaut und verarbeitet werden.

### Qualitätsanforderungen
Darüber hinaus werden gewisse Qualitätsanforderungen an den Prozess des Anbaus und der Verarbeitung gestellt. Dazu gehört eine Beschränkung des Hektarertrags auf maximal 10.000 Kilogramm Trauben. Außerdem darf nicht mechanisch geerntet werden. Auch die Düngermengen sind jährlich beschränkt und dürfen im Winter und kurz vor der Reife gar nicht ausgebracht werden; auch die Bewässerung ist in den 2 Wochen vor der Ernte nicht zulässig.

## Wein
Im Anbau sind die Rebsorten Cabernet Sauvignon, Tempranillo, Cencibel, Tinto de Toro, Syrah, Sauvignon Blanco, Pinot Noir, Monastrell, Merlot, Macabeo, Viura, Garnacha Tinta und Chardonnay zugelassen.
Es dürfen ausschließliche trockene Weine produziert werden von den Typen Weißwein, Roséwein, Rotwein und im Barrique gereifter Rotwein. Jedoch wurden in der Saison 2020/2021 lediglich 39 Hektoliter Rotweine und 12 Hektoliter Roséwein vertrieben. Nur 9 Hektoliter Rotwein wurden in Spanien vertrieben, der restliche Rotwein sowie der gesamte Roséwein wurden nach Deutschland exportiert in der Saison 2020/2021. Das nationale und internationale Handelsvolumen insgesamt belief sich in dieser Saison auf 66.300 Euro, was etwa 13 Euro je Liter entspricht.